# Rémi Stolz
Pas d'image ? Cliquez ici

a Compétitions nationales et continentales officielles uniquement.

Dernière mise à jour le 28 février 2013.
Rémi Stolz, né le 3 avril 1987, est un joueur français de rugby à XV évoluant au poste de talonneur. Passé brièvement en Top 14 avec le CS Bourgoin-Jallieu, il joue ensuite au sein du au Stade dijonnais puis à l'USO Nevers.

## Biographie

### Débuts et passage dans l'élite
Débutant à l'US Dôle, Stolz se dirige ensuite au Stade dijonnais où il entame sa formation. Sélectionné en équipe de France espoir, à 18 ans, il est repéré par le CS Bourgoin-Jallieu qui l'inscrit parmi ses espoirs. Après deux saisons en Reichel A où il finit deux fois de suite champion de France avec son nouveau club, il accède à l'équipe première à 20 ans seulement. En 2008, c'est la consécration ; il fait quatre apparitions en Top 14. 

### Retour en Bourgogne
Néanmoins en manque de temps de jeu, il retourne dans son club formateur à Dijon en Fédérale 1. En 2010, enfin, il signe dans la Nièvre à Nevers dans un nouveau club plein d'ambitions qui vise à moyen terme la montée en Pro D2.
Il est contraint de mettre un terme à sa carrièred e joueur en septembre 2015, à la suite d'une blessure aux cervicales.

## Palmarès
- Champion de France Reichel A en 2007 et 2008 avec le CS Bourgoin-Jallieu